# Стефануто (Венеција)
Стефануто је насеље у Италији у округу Венеција, региону Венето.
Према процени из 2011. у насељу је живело 24 становника. Насеље се налази на надморској висини од 13 м.